# 塔宰魯克區

23°25′N 6°16′E / 23.417°N 6.267°E
塔宰魯克區（阿拉伯语：‎），是阿爾及利亞的行政區，位於該國東南部，由塔曼拉塞特省負責管轄，首府設於塔宰魯克，面積130,250平方公里，2008年人口9,036，人口密度每平方公里0.07人。